# Coppa dell'Imperatore 1985
La Coppa dell'Imperatore 1985 è stata la sessantacinquesima edizione della coppa nazionale giapponese di calcio.

## Squadre partecipanti
Japan Soccer League
- Furukawa Electric
- Honda Motor
- Nippon Kokan
- Fujita
- Nissan Motors
- Yamaha Motors
- Mitsubishi HI
- Hitachi
- Yomiuri
- Yanmar Diesel
- Sumitomo Metals
- ANA Yokohama

Squadre regionali
- Chūō Daigaku (Kantō)
- Cosmo Oil (Tokai)
- Doshisha University (Kansai)
- Fukushima Utd (Tohoku)
- Kokushikan Daigaku (Kantō)
- Matsushita Electric (Kansai)
- Mazda (Chūgoku)
- Kasei Kurosaki (Kyūshū)
- Niigata 11 (Koshinetsu)
- Nippon Steel (Kyūshū)
- Nissei Plastic Ind. (Koshinetsu)
- Osaka Taidai (Kansai)
- Sapporo University (Hokkaidō)
- Seino (Tokai)
- Tanabe Pharma (Kansai)
- Toho Titanium (Kantō)
- Toshiba (Kantō)
- Toyota Motors (Tokai)
- Tsukuba Daigaku (Kantō)

## Date
| Turno            | Data             |                 |
| ---------------- | ---------------- | --------------- |
| Primo turno      | 14 dicembre 1985 |                 |
| Secondo turno    | 15 dicembre 1985 |                 |
| Quarti di finale | 22 dicembre 1985 |                 |
| Semifinali       | 30 dicembre 1985 |                 |
| Finale           | 1º gennaio 1986  | 1º gennaio 1986 |

## Risultati

### Primo turno
| Squadra 1          | Risultato      | Squadra 2           |
| ------------------ | -------------- | ------------------- |
| Fujita             | 3 - 1          | Osaka Taidai        |
| Tanabe Pharma      | 3 - 1 (d.t.s.) | Teijin              |
| Yanmar Diesel      | 3 - 0          | Cosmo Oil           |
| Mitsubishi HI      | 3 - 2 (d.t.s.) | Matsushita Electric |
| Yamaha Motors      | 2 - 0          | Chūō Daigaku        |
| ANA Yokohama       | 3 - 1          | Nissei Plastic Ind. |
| Kokushikan Daigaku | 2 - 3          | Toyota Motors       |
| Toshiba            | 1 - 2          | Honda Motor         |
| Nippon Kokan       | 3 - 0          | Tsukuba Daigaku     |
| Toho Titanium      | 2 - 0          | Sapporo University  |
| Hitachi            | 6 - 0          | Fukushima Utd       |
| Nissan Motors      | 6 - 0          | Niigata 11          |
| Yomiuri            | 3 - 0          | Seino               |
| Mazda              | 1 - 0 (d.t.s.) | Sumitomo Metals     |
| Nippon Steel       | 2 - 0          | Doshisha University |
| Furukawa Electric  | 9 - 0          | Kasei Kurosaki      |

### Secondo turno
| Squadra 1         | Risultato      | Squadra 2     |
| ----------------- | -------------- | ------------- |
| Fujita            | 1 - 0 (d.t.s.) | Tanabe Pharma |
| Mitsubishi HI     | 4 - 0          | Yanmar Diesel |
| Yamaha Motors     | 1 - 0          | ANA Yokohama  |
| Toyota Motors     | 2 - 1          | Honda Motor   |
| Nippon Kokan      | 3 - 1          | Toho Titanium |
| Nissan Motors     | 2 - 0          | Hitachi       |
| Mazda             | 1 - 0          | Yomiuri       |
| Furukawa Electric | 2 - 0          | Nippon Steel  |

### Quarti di finale
| Squadra 1     | Risultato                     | Squadra 2         |
| ------------- | ----------------------------- | ----------------- |
| Fujita        | 2 - 0                         | Mitsubishi HI     |
| Yamaha Motors | 1 - 2                         | Toyota Motors     |
| Nippon Kokan  | 2 - 2 (d.t.s.) 2 - 3 (d.c.r.) | Nissan Motors     |
| Mazda         | 2 - 1                         | Furukawa Electric |

### Semifinali
| Squadra 1     | Risultato | Squadra 2     |
| ------------- | --------- | ------------- |
| Fujita        | 2 - 1     | Toyota Motors |
| Nissan Motors | 5 - 0     | Mazda         |

### Finale
| Tokyo 1º gennaio 1986 | Nissan Motors | 2 – 0 | Fujita | National Stadium |